# Fire Emblem (serie de jocuri)

Fire Emblem: Path of Radiance

Fire Emblem este o franciză de mass-media controlată de Nintendo și creată de Shouzou Kaga în anul 1990 (și-a sărbătorit cea de-a șaptesprezecea aniversare pe 20 aprilie 2007). Gameplay-ul jocurilor Fire Emblem este o combinație între un joc de strategie și un joc de rol, sau RPG.

## Jocuri video
Seria de jocuri video Fire Emblem este una dintre cele mai populare francize de strategie de la Nintendo. Este creată de către firma Intelligent Systems, înființată în 1986. Unele personaje de la Fire Emblem (Marth, Roy) au apărut și în seria de jocuri Super Smash Bros., alături de alte personaje cunoscute de la Nintendo.
Informații
Primele 6 jocuri Fire Emblem au apărut doar în Japonia, debutul în SUA făcându-se direct pe Game Boy Advance. Această serie este creată pe același motor ca jocurile din seria Nintendo Wars (Advance Wars & Battalion Wars). Din acest motiv sunt numite serii surori.

### Lista jocurilor
| Titlu                                                                 | Sistem                           | An lansare | Japonia | Statele Unite ale Americii | Uniunea Europeană |
| --------------------------------------------------------------------- | -------------------------------- | ---------- | ------- | -------------------------- | ----------------- |
| Fire Emblem: Ankoku Ryū to Hikari no Tsurugi                          | NES                              | 1990       | DA      | NU                         | NU                |
| Fire Emblem: Gaiden                                                   | NES                              | 1992       | DA      | NU                         | NU                |
| Fire Emblem: Monshō no Nazo                                           | Super NES                        | 1994       | DA      | NU                         | NU                |
| Fire Emblem: Genealogy of the Holy War (Fire Emblem: Seisen no Keifu) | Super Nintendo/Super Famicom     | 1996       | DA      | NU                         | NU                |
| Fire Emblem: Thracia 776                                              | Super NES                        | 1999       | DA      | NU                         | NU                |
| Fire Emblem: Fūin no Tsurugi                                          | Game Boy Advance                 | 2002       | DA      | NU                         | NU                |
| Fire Emblem                                                           | Game Boy Advance                 | 2003       | DA      | DA                         | DA                |
| Fire Emblem: The Sacred Stones                                        | Game Boy Advance                 | 2004       | DA      | DA                         | DA                |
| Fire Emblem: Path of Radiance                                         | Nintendo GameCube                | 2005       | DA      | DA                         | DA                |
| Fire Emblem: Radiant Dawn (Fire Emblem: Atasuki no Megami)            | Wii                              | 2007       | DA      | DA                         | DA                |
| Fire Emblem: Shadow Dragon                                            | Nintendo DS                      | 2008       | DA      | DA                         | DA                |
| Fire Emblem Awakening                                                 | Nintendo 3DS                     | 2012       | DA      | DA                         | DA                |
| Fire Emblem Fates                                                     | Nintendo 3DS                     | 2015       | DA      | DA                         | DA                |
| Fire Emblem Heroes                                                    | Android/iOS                      | 2017       | DA      | DA                         | DA                |
| Fire Emblem Echoes: Shadows of Valentia                               | Nintendo 3DS                     | 2017       | DA      | DA                         | DA                |
| Fire Emblem Warriors                                                  | Nintendo Switch/New Nintendo 3DS | 2017       | DA      | DA                         | DA                |
| Fire Emblem: Three Houses                                             | Nintendo Switch                  | 2019       | DA      | DA                         | DA                |
| Fire Emblem: Shadow Dragon & the Blade of Light                       | Nintendo Switch eShop            | 2020       | DA      | DA                         | DA                |